# 锡生藤
锡生藤（学名：Cissampelos pareira）为防己科锡生藤属下的一个种。